# Хилсвилл (Виргиния)
Хилсвилл (англ. Hillsville) — город и административный центр округа Карролл  в штате Виргиния США. По данным переписи 2020 года, численность населения составляла 2884 человека.

## Население
| 2010 | 2020  |
| ---- | ----- |
| 2681 | ↗2884 |